# Odjel za fiziku Sveučilišta Josipa Jurja Strossmayera u Osijeku
Odjel za fiziku je znanstveno-nastavna sastavnica Sveučilišta Josipa Jurja Strossmayera u Osijeku.

## Povijest
Studij fizike u Osijeku prvi je put organiziran u akademskoj godini 1958./59. kada je otvoren nastavni centar Više pedagoške škole iz Zagreba. Tada je na novopokrenuti studij Matematika i fizika upisana prva generacija učitelja koji su u osnovnoj školi predavali matematiku i fiziku. Nadalje, točnije od godine 1961./62. studij Matematika i fizika izvodio se na novoosnovanoj Pedagoškoj akademiji, a 1964./65. počelo je izvođenje studija Fizika i osnove tehnike i proizvodnje. Prerastanjem akademije u Pedagoški fakultet 1977./78. studenti dobivaju mogućnost upisivanja studija Proizvodno-tehničko obrazovanje. Akademske godine 1978./79. prvi je put upisana studijska skupina Matematika i fizika, u kojoj se fizika studirala ravnopravno s matematikom.
Studij Proizvodno-tehničko obrazovanje prestao je upisivati studente 1989. jer je predmet ukinut u srednjim školama. Godine 1989./90. pokrenut je studij Fizika i politehnika, koji je 2000./01. preimenovan u Fizika i tehnička kultura s informatikom. Iste akademske godine studij je prešao s Pedagoškog fakulteta na novoosnovani Odjel za matematiku.
Dana 13. prosinca 2004. odlukom Senata Sveučilišta Josipa Jurja Strossmayera u Osijeku osnovan je Odjel za fiziku, koji je u konačnici započeo s radom 1. travnja 2005. godine.

## Ustrojstvo
- Zavod za eksperimentalnu i teorijsku fiziku
  - Katedra za teorijsku i računalnu fiziku
  - Katedra za eksperimentalnu fiziku
  - Laboratorij za niske radioaktivnosti

## Vanjske poveznice
- Službene stranice